# Kenneth Koe
Billie Kenneth Koe (* 15. April 1925 in Astoria; † 7. Oktober 2015 in Shrewsbury) war ein US-amerikanischer Chemiker und Pharmakologe. Er entwickelte zusammen mit Willard Welch das Antidepressivum Sertralin, das seit 1991 von Pfizer unter dem Handelsnamen Zoloft verkauft wird.

## Leben
Kenneth Koe wurde am 15. April 1925 in Astoria geboren. Später zog seine Familie nach Portland. Koe besuchte die Lincoln High School und erhielt ein Stipendium für das Reed College, wo er Chemie studierte und seinen Bachelor machte.
Seinen Master machte er an der University of Washington, seinen Doktortitel erhielt er am California Institute of Technology. Ab 1955 entwickelte Koe für das Unternehmen Pfizer Antibiotika. Später verlagerte sich sein Forschungsschwerpunkt auf Serotonin-Noradrenalin-Wiederaufnahmehemmer und Serotonin-Wiederaufnahmehemmer in Psychopharmaka.
Zusammen mit Willard Welch entwickelte er den Arzneistoff Sertralin. Es wurde 1981 in den Vereinigten Staaten zur Behandlung von Depressionen und anderen Krankheiten zugelassen und gehört zu den am häufigsten verschriebenen Psychopharmaka in den Vereinigten Staaten.
Koe hielt in den Vereinigten Staaten 14 Patente und wirkte an 150 wissenschaftlichen Artikeln mit. Das Reed College ehrte ihn 2008 mit dem Howard Vollum Award. Die American Chemical Society verlieh Charles A. Harbert, Reinhard Sarges, Albert Weissman, Kenneth Koe und Willard Welch für die Entdeckung von Sertralin 2006 den Award for Team Innovation.
Kenneth Koe lebte in Ledyard.  Er starb am 7. Oktober 2015 im Alter von 90 Jahren in Shrewsbury.